# Epiprinus poilanei
Epiprinus poilanei är en törelväxtart som beskrevs av François Gagnepain. Epiprinus poilanei ingår i släktet Epiprinus och familjen törelväxter.
Artens utbredningsområde är Vietnam. Inga underarter finns listade i Catalogue of Life.